# 珍·亞當斯
勞拉·珍·亞當斯（英語：Laura Jane Addams；1860年9月6日—1935年5月21日），美國社會工作者、社會學家、哲學家和社会活动家。她因争取妇女、黑人移居的权利而获1931年诺贝尔和平奖，也是美國第一個贏得諾貝爾和平獎的女性。她還是美國睦鄰運動的發起人。

## 生平
珍·亞當斯出生於伊利諾州的錫達維爾市，曾在美國和歐洲等地接受教育，畢業於伊利諾州洛克福市洛克福女子學校（今洛克福大學）。
1889年，她和愛倫‧蓋茲‧史達在芝加哥共同創設了赫爾館，美國的第一座睦鄰之家。受到位於倫敦東區的湯恩比館影響，睦鄰之家提供了救助鄰人的社會福利服務和成為一個社會改革的中心。在其全盛期時，赫爾館一個禮拜有約兩千人會來參觀。其設施包含有：成人夜輔校、幼稚園、少年們的俱樂部、公共餐廳、美術館、咖啡館、體育館、女性俱樂部、游泳池、裝訂作坊、音樂學系、劇團、圖書館和工作部門。
赫爾館因此成为其他社会工作者的典范。有类似的400多家睦邻之家遍布全美。
赫爾館也可以說是女性的社會學派學院。亞當斯是芝加哥社會學派初期成員的朋友和同事，因此透過了她在社會學應用中的工作影響到了他們的思想，並且在1893年共同出版了Hull-House Maps and Papers，用來描述館內的趣味和方法論。她和米德共同在社會改革上的工作議題有女性權益、終止童工和她做為一居中者的1910 Garment Workers' Strike。尽管當時學院內的社會學家定義她的工作為「社會工作」，但亞當斯並不認為她是個社會工作者。她把符號互動論的中心思想和文化女性主義與實用主義的理論相融合，以形成她自己的一套社會學概念。(Deegan, 1988)

## 出版品
- Democracy and social ethics, New York: Macmillan, 1902.
- Children in American street trades, New York: National Child Labor Committee, 1905.
- New ideals of peace, Chautauqua, N.Y.: Chautauqua Press, 1907.
- The Wage-earning Woman and the State, Boston: Boston Equal Suffrage Association for Good Government, 1910s.
- Twenty years at Hull-House 1910.
- Symposium: child labor on the stage, New York: National Child Labor Committee, ?1911.